# Ogulnius fulvus
Espèce
Ogulnius fulvus est une espèce d'araignées aranéomorphes de la famille des Theridiosomatidae.

## Distribution
Cette espèce est endémique de la République dominicaine,.

## Description
La femelle holotype mesure 1,4 mm.

## Publication originale
- Bryant, 1945 : The Argiopidae of Hispaniola. Bulletin of the Museum of Comparative Zoology, vol. 95, p. 357-422 (texte intégral).